# Yakleder
Yakleder ist das aus den Häuten von Yaks hergestellte Leder. Es spielt in der Lederverarbeitung der westlichen Welt nur eine geringe Rolle. Lange Zeit wurde ihm auch ein geringerer Wert zugesprochen als dem Leder von Rindern. Mittlerweile sind die Verarbeitungsprozesse in der industriellen Lederverarbeitung so ausgereift, dass auch Yakleder zufriedenstellend bearbeitet werden kann. Zentrum der Yaklederproduktion ist die chinesische Region Qinghai. Dort wurden in den 1980er Jahren jährlich bis zu 650.000 Yakhäute verarbeitet. In Tibet ist die Lhasa Leather Factory führend in der Verarbeitung von Yakleder.

## Merkmale

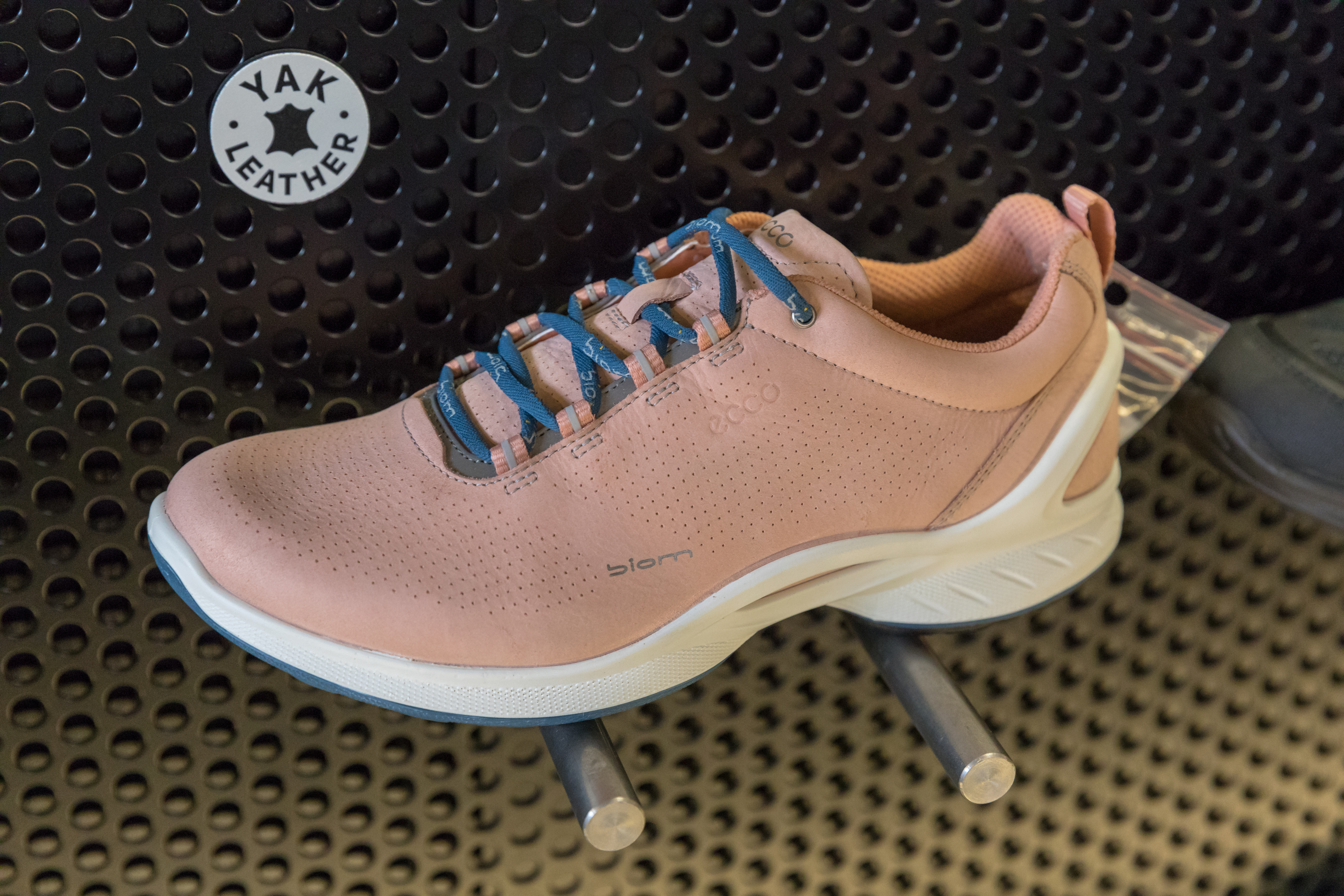
Schuhe aus Yakleder

Yakhäute sind in der Regel kleiner als Rinderhäute. Meist haben Yakhäute eine Oberfläche zwischen 2,5 und 4 Quadratmetern, während die Oberfläche der Häute von Hausrindern über fünf Quadratmeter liegt. Mit zunehmendem Alter des Tieres wird die Haut dicker, grobfaseriger und ungleichmäßiger. Die Haut von Yakkühen bleibt grundsätzlich dünner und elastischer als die von Yakbullen.
Yaks werden in der Regel nicht in Schlachthäusern, sondern auf offenem Gelände geschlachtet. Dies geschieht im Winter auch unter Frostbedingungen. Die Häute werden häufig nicht fachgerecht abgezogen oder erleiden durch die Schlachtbedingungen Schäden. Die Transportwege bis zu den Gerbereien sind gleichfalls lang, so dass es häufig zu weiteren Schäden beim Transport kommt. Yaks weisen auch einen verhältnismäßig hohen Parasitenbefall auf, der die Haut in größerem Umfang schädigen kann. Insbesondere Dasselfliegen durchbohren die Haut, so dass die Qualität zahlreicher Häute durch Dasselfliegenlöcher beeinträchtigt ist. Wegen der buckelartigen Rückenmuskulatur werden Yakhäute nicht im Ganzen verarbeitet, sondern zum Gerben geteilt.

## Traditionelle Verarbeitung
Unter den yakhaltenden Ländern hat insbesondere Tibet eine jahrhundertelange Tradition in der Verarbeitung von Yakhäuten zu Leder. Es gibt unterschiedliche Verarbeitungsweisen, wobei die traditionelle Lederverarbeitung sich in der Regel auf wenige Schritte beschränkt. Häufig werden die frischen Häute zunächst in Buttermilch eingelegt und anschließend mit einem Stock gewalkt. Alternativ werden sie zuerst in Wasser eingeweicht und danach die Fett- und Fleischreste entfernt. Zum Trocknen aufgespannte Häute werden mit einer Mischung aus Yakbutter, Yak- oder Schafhirn eingerieben. Nach dem Trocknen werden sie fest zusammengerollt, mit einer Schnur umwickelt und über einen Zeitraum von drei bis vier Tagen mit den Füßen gewalkt. Während dieses Zeitraumes wird die Rolle immer wieder geöffnet und die Haut erneut gedehnt. Fertige Häute werden erneut mit Fett behandelt, um sie weich und geschmeidig zu machen.
Das Leder ist strapazierfähig und zentralasiatische Völker stellen daraus unter anderem Riemen, Fangleinen, Gürtel und verschiedene Behältnisse her. Es wird auch zu Sätteln und Satteltaschen verarbeitet. Auch die traditionellen tibetischen Stiefel werden mit einer Sohle aus Yakleder hergestellt.

## Belege